# Arquebisbat de Dar es Salaam
L'arquebisbat de Dar-es-Salaam (swahili: Jimbo Kuu la Dar-es-Salaam; anglès: Archdiocese of Dar-es-Salaam; llatí: Archidioecesis Daressalaamensis) és una seu metropolitana de l'Església Catòlica a Tanzània. El 2013 tenia 1.718.000 batejats sobre una població de 5.661.000 habitants. Actualment està regida per l'arquebisbe cardenal Polycarp Pengo.

## Territori
L'arxidiòcesi comprèn íntegrament la regió de Dar es Salaam i la part centro-meridional de la regió de Pwani de Tanzània.
La seu arxiepiscopal és la ciutat de Dar-es-Salaam, on es troba la catedral de Sant Josep.
S'estén sobre 40.000 km² i està dividit en 75 parròquies.

## Història
La prefectura apostòlica de Zanguebar meridional va ser erigida el 16 de novembre de 1887, prenent el territori del vicariat apostòlic de Zanguebar (avui arxidiòcesi de Nairobi).
El 15 de setembre de 1902 la prefectura apostòlica va ser elevada a vicariat apostòlic mitjançant el breu Romani Pontifices del Papa Lleó XIII.
El 10 d'agost de 1906 assumí el nom de vicariat apostòlic de Dar-es-Salaam.
El 12 de novembre de 1913 i el 3 de març de 1922 cedí porcions del seu territori per tal que s'erigissin, respectivament, les prefectures apostòliques de Lindi (avui arquebisbat de Songea i d'Iringa).
El 25 de març de 1953 el vicariat apostòlic va ser elevat al rang d'arxidiòcesi metropolitana, en virtut de la butlla Quemadmodum ad Nos del Papa Pius XII.
El 21 d'abril de 1964 cedí una nova porció de territori per tal que s'erigís el bisbat de Mahenge.

## Cronologia episcopal
- Bonifatius (Magnus) Fleschutz, O.S.B. † (18 de novembre de 1887 - 29 de gener de 1891 mort)
- Maurus (Franz Xaver) Hartmann, O.S.B. † (1 de juliol de 1894 - 15 de setembre de 1902 renuncià)
- Cassian (Franz Anton) Spiß, O.S.B. † (15 de setembre de 1902 - 14 d'agost de 1905 mort)
- Thomas (Franz Xaver) Spreiter, O.S.B. † (13 de març de 1906 - 24 de novembre de 1920 renuncià)
- Joseph Gabriel Zelger, O.F.M.Cap. † (15 de febrer de 1923 - 5 de juliol de 1929 renuncià)
- Edgard Aristide Maranta, O.F.M.Cap. † (27 de març de 1930 - 19 de desembre de 1968 renuncià)
- Laurean Rugambwa † (19 de desembre de 1968 - 22 de juliol de 1992 jubilat)
- Polycarp Pengo, des del 22 de juliol de 1992

## Estadístiques
A finals del 2013, la diòcesi tenia 1.718.000 batejats sobre una població de 5.661.000 persones, equivalent al 30,3% del total.
| any  | població  | població  | població | sacerdots | sacerdots       | sacerdots       | sacerdots             | diaques | religiosos | religiosos | parròquies |
| ---- | --------- | --------- | -------- | --------- | --------------- | --------------- | --------------------- | ------- | ---------- | ---------- | ---------- |
| any  | batejats  | total     | %        | total     | clergat secular | clergat regular | batejats por sacerdot | diaques | homes      | dones      |            |
| 1950 | 46.850    | 500.000   | 9,4      | 51        | 4               | 47              | 918                   |         | 85         | 51         | 19         |
| 1969 | 48.000    | 764.861   | 6,3      | 44        | 5               | 39              | 1.090                 |         | 50         | 81         | 13         |
| 1980 | 200.000   | 1.385.000 | 14,4     | 41        | 6               | 35              | 4.878                 |         | 45         | 90         | 29         |
| 1990 | 439.900   | 1.432.000 | 30,7     | 48        | 13              | 35              | 9.164                 |         | 45         | 129        | 20         |
| 1999 | 554.578   | 3.217.067 | 17,2     | 99        | 27              | 72              | 5.601                 |         | 99         | 229        | 33         |
| 2000 | 869.340   | 4.187.564 | 20,8     | 112       | 31              | 81              | 7.761                 |         | 115        | 242        | 36         |
| 2001 | 900.500   | 4.500.000 | 20,0     | 125       | 30              | 95              | 7.204                 |         | 129        | 292        | 38         |
| 2002 | 1.300.500 | 4.500.000 | 28,9     | 131       | 36              | 95              | 9.927                 |         | 130        | 303        | 41         |
| 2003 | 1.000.500 | 4.600.000 | 21,8     | 129       | 32              | 97              | 7.755                 |         | 134        | 322        | 41         |
| 2004 | 1.416.400 | 4.720.600 | 30,0     | 129       | 32              | 97              | 10.979                |         | 135        | 321        | 44         |
| 2006 | 1.430.000 | 4.800.000 | 29,8     | 187       | 47              | 140             | 7.647                 |         | 261        | 458        | 50         |
| 2013 | 1.718.000 | 5.661.000 | 30,3     | 348       | 91              | 257             | 4.936                 |         | 368        | 550        | 75         |